# Kvernfjorden
Kvernfjorden est une localité du comté de Nordland, en Norvège.

## Géographie
Administrativement, Kvernfjorden fait partie de la kommune de Bø.